# Dobrosławka (gmina)
Dobrosławka – dawna gmina wiejska istniejąca do 1939 roku w woj. poleskim (obecnie na Białorusi). Siedzibą gminy była Dobrosławka.
Początkowo gmina należała do powiatu pińskiego. 7 listopada 1920 r. została przyłączona do nowo utworzonego powiatu łuninieckiego pod Zarządem Terenów Przyfrontowych i Etapowych. 19 lutego 1921 r. wraz z całym powiatem weszła w skład nowo utworzonego województwa poleskiego. 1 stycznia 1923 roku gmina została włączona z powrotem do powiatu pińskiego w tymże województwie. 
Po wojnie obszar gminy Dobrosławka wszedł w struktury administracyjne Związku Radzieckiego.